# Victor Genoux-Prachée
Victor Genoux-Prachée est un homme politique français né le 12 juin 1854 à Vy-lès-Lure (Haute-Saône) et décédé le 19 août 1924 à Luxeuil-les-Bains (Haute-Saône).

## Biographie
Après avoir effectué ses études au lycée Gérôme de Vesoul et occupé le poste de pharmacien à Luxeuil-les-Bains, il en devient maire en 1892, mandat qu'il conserve jusqu'à son décès. Il est conseiller général du canton de Luxeuil de 1893 à 1901. Il est député de la Haute-Saône de 1894 à 1898, inscrit au groupe républicain-radical. Il est sénateur de la Haute-Saône de 1904 à 1920, inscrit au groupe de la Gauche démocratique.
Un membre de sa famille, Georges Genoux-Prachée, a également été député de la Haute-Saône.

## Sources
- « Victor Genoux-Prachée », dans le Dictionnaire des parlementaires français (1889-1940), sous la direction de Jean Jolly, PUF, 1960 [détail de l’édition]